# كسيروكامبيون (لاكونيا)
كسيروكامبيون (Ξηροκάμπιον) هي مدينة في لاكونيا في مقاطعة كينتريكي إلادا في اليونان.